# Efekt izotopowy
Efekt izotopowy – występowanie różnic we własnościach fizycznych i chemicznych różnych izotopów tego samego pierwiastka chemicznego oraz związków chemicznych, mających dokładnie tę samą strukturę ale zawierających różne izotopy tego samego pierwiastka.
Szczególnie wyraźnym przykładem tego efektu są różnice we właściwościach fizycznych naturalnej wody (H
2O) zawierającej prawie wyłącznie izotop 1H i ciężkiej wody (D
2O) zawierającej deuter, czyli izotop 2H. Ciężka woda ma wyraźnie większą gęstość i nieco wyższe temperatury przemian fazowych (topnienie i wrzenie) od zwykłej wody. Ma ona także nieco inną przenikalność elektryczną. Jeszcze większe różnice wykazuje tzw. superciężka woda (T
2O) zawierająca tryt, czyli izotop 3H. 
|                                                         | H 2O           | D 2O          | T 2O           |
| ------------------------------------------------------- | -------------- | ------------- | -------------- |
| Masa cząsteczkowa [Da]                                  | 18,0150        | 20,0276       | 22,0315        |
| Temp. topn.                                             | 0,00 °C        | 3,82 °C       | 4,49 °C        |
| Temp. wrz.                                              | 100,00 °C      | 101,42 °C     | 101,51 °C      |
| Gęstość w 25 °C                                         | 0,99705 g/cm3  | 1,10436 g/cm3 | 1,21328 g/cm3  |
| Najwyższa gęstość                                       | 0,999975 g/cm3 | 1,1053 g/cm3  | 1,2150 g/cm3   |
| Temp. najwyższej gęstości                               | 3,984 °C       | 11,185 °C     | 13,403 °C      |
| Stała dielektr. (25 °C)                                 | 78,4           | 78,06         | ?              |
| Stała dysocjacji (25 °C) K = [H+ ][OH− ]/[H 2O] [mol/l] | 1,821×10−16    | 3,54×10−17    | ok. ~1,1×10−17 |
| pH (25 °C)                                              | 7,00           | 7,38          | ok. 7,65       |

Tego typu różnice występują w mniejszym lub większym stopniu w przypadku większości związków chemicznych różniących się składem izotopowym. 
Odkryto także różnice w temperaturze krytycznej nadprzewodników zależne od składu izotopowego substancji. Po raz pierwszy zaobserwowano je dla rtęci, dla izotopu 198 temperatura krytyczna wynosi 4,156 K, a dla naturalnej rtęci o średniej masie atomowej 200,6 wynosi 4,177 K.
Różnica mas izotopów powoduje występowanie pewnych, zwykle niewielkich, różnic w reaktywności chemicznej różnych izotopów. Nie ma ona wpływu na kierunek reakcji chemicznych, w których one uczestniczą, ale wpływa na ich szybkość. Zjawisko to nazywa się kinetycznym efektem izotopowym i wykorzystuje się go w badaniu mechanizmów reakcji chemicznych. Występowanie lub nie kinetycznego efektu izotopowego dla związku znakowanego izotopem w określonym miejscu dowodzi, czy dany fragment cząsteczki istotnie uczestniczy w reakcji (np. ulega substytucji, czy też jest odległy od miejsca reakcji. Kinetyczny efekt izotopowy ułatwia też ustalenie rzeczywistego, wewnętrznego rzędu reakcji chemicznej.
Matematycznie różnice izotopowe opisuje położenia termów oraz poziomów struktury multipletowej i nadsubtelnej dla różnych izotopów tego samego pierwiastka są różne. Jądra atomowe tych izotopów różnią się liczbą neutronów i co za tym idzie masą, promieniem, gęstością ładunku i rozkładem potencjału. 
Na efekt izotopowy składają się trzy zjawiska: 
- normalny efekt masy,
- specyficzny efekt masy,
- efekt objętościowy.